# Памятники философской мысли
«Па́мятники филосо́фской мы́сли» — книжная серия, которая выходит в издательстве «Наука» под эгидой Института философии АН СССР и РАН с 1978 г. Последний том серии опубликован в 2008 г.

## Общие сведения
Председателем редакционной коллегии серии до 1985 года был акад. Б. М. Кедров (посмертно числился таковым до 1989 года), после — акад. Т. И. Ойзерман, а постоянным членом редколлегии с начала основания серии и до 1996 года был д.филос.н. А. В. Гулыга (посмертно числился таковым до 1999 года). Почти все тексты, опубликованные в данной серии, являются переводами на русский язык произведений западных мыслителей (единственным исключением является издание сочинений российского философа П. Я. Чаадаева).
Бо́льшая часть томов снабжена научно-справочным аппаратом: вступительной статьёй или послесловием, примечаниями и комментариями, именным и — реже — предметным указателями. Тома издавались в переплёте, оформление выдержано в едином дизайнерском стиле. Цвета обложек — различны. До 1989 года формат изданий имел стандарт 84×108/32, затем добавились 60×88/16, 60×90/16, 70×90/16 и даже 70×100/16.
Сквозная нумерация в серии отсутствует. Всего было выпущено 29 томов, часть которых — переиздания и допечатки. Совокупный тираж свыше 700 000 экз., из них 620 000 приходятся на советские издания.

## Состав серии

### Список томов
Ввиду отсутствия в серии сквозной нумерации тома́ для удобства восприятия и поиска упорядочены по алфавиту. В списке приведены выходные данные, тираж и номер ISBN (если имеется) каждого тома. Библиографическое описание унифицировано на основании ГОСТ 7.1—2003.
- Антология кинизма: Фрагменты сочинений кинических мыслителей. — М.: Наука, 1984. — 400 с. — 47 500 экз.
- Антология кинизма: Фрагменты сочинений кинических мыслителей. — 2-е изд. — М.: Наука, 1996. — 335 с. — 3290 экз. — ISBN 5-02-013251-9.
- Арно А. Логика, или Искусство мыслить / А. Арно, П. Николь. — М.: Наука, 1991. — 413 с. — 22 000 экз. — ISBN 5-02-008139-6.
- Арно А. Логика, или Искусство мыслить / А. Арно, П. Николь. — 2-е изд. — М.: Наука, 1997. — 331 с. — 1300 экз. — ISBN 5-02-013241-1.
- Боэций. «Утешение Философией» и другие трактаты. — М.: Наука, 1990. — 416 с. — 64 000 экз. — ISBN 5-02-007954-5.
- Боэций. «Утешение Философией» и другие трактаты. — 2-е изд. — М.: Наука, 1996. — 336 с. — 3730 экз. — ISBN 5-02-013034-6.
- Валла Л. Об истинном и ложном благе. О свободе воли. — М.: Наука, 1989. — 474 с. — 40 000 экз. — ISBN 5-02-007979-0.
- Вольтер. Философские сочинения. — М.: Наука, 1988. — 752 с. — 50 000 экз. — ISBN 5-02-008001-2.
- Вольтер. Философские сочинения. — 2-е изд. — М.: Наука, 1996. — 560 с. — 2820 экз. — ISBN 5-02-013250-0.
- Гегель Г.В.Ф. Политические произведения. — М.: Наука, 1978. — 440 с. — 27 800 экз.
- Гегель Г.В.Ф. Феноменология духа. — М.: Наука, 2000. — 495 с. — 1240 экз. — ISBN 5-02-008380-1.
- Грассман Г. Логика и философия математики. Избранное / Г. Грассман, Р. Грассман. — М.: Наука, 2008. — 504 с. — ISBN 978-5-02-033858-6.
- Кант И. Критика чистого разума. — М.: Наука, 1998. — 655 с. — 1030 экз. — ISBN 5-02-013644-1.
- Кант И. Критика чистого разума. — М.: Наука, 1999. — 655 с. — Доп. тираж 790 экз. — ISBN 5-02-008366-6.
- Кант И. Трактаты и письма. — М.: Наука, 1980. — 712 с. — 25 000 экз. — ISBN отсутствует.
- Коменский Я.А. Сочинения. — М.: Наука, 1997. — 476 с. — 1230 экз. — ISBN 5-02-013554-2.
- Ксенофонт. Воспоминания о Сократе. — М.: Наука, 1993. — 379 с. — 15 000 экз. — ISBN 5-02-008058-6.
- Мандевиль Б. Басня о пчёлах, или Пороки частных лиц — блага для общества. — М.: Наука, 2000. — 291 с. — 1260 экз. — ISBN 5-02-008376-3.
- Фейербах Л. Сочинения: В 2 т. — М.: Наука, 1995. — Т. 1. — 502 с. — 6000 экз. — ISBN 5-02-008247-3, 5-02-008248-1.
- Фейербах Л. Сочинения: В 2 т. — М.: Наука, 1995. — Т. 2. — 425 с. — 6000 экз. — ISBN 5-02-008247-3, 5-02-008249-Х.
- Философия в «Энциклопедии» Дидро и Даламбера. — М.: Наука, 1994. — 720 с. — 4500 экз. — ISBN 5-02-008196-5.
- Фрагменты ранних греческих философов. — М.: Наука, 1989. — Ч. 1. — 576 с. — 50 000 экз. — ISBN 5-02-008030-6.
- Цицерон. Философские трактаты. — М.: Наука, 1985. — 384 с. — 100 000 экз.
- Цицерон. Философские трактаты. — 2-е изд. — М.: Наука, 1997. — 304 с. — 1200 экз. — ISBN 5-02-013552-6.
- Чаадаев П. Я. Полное собрание сочинений и избранные письма: В 2 т. — М.: Наука, 1991. — Т. 1. — 798 с. — 58 000 экз. — ISBN 5-02-008075-6, 5-02-008076-4.
- Чаадаев П. Я. Полное собрание сочинений и избранные письма: В 2 т. — М.: Наука, 1991. — Т. 2. — 672 с. — 58 000 экз. — ISBN 5-02-008075-6, 5-02-008077-2.
- Шопенгауэр А. О четверояком корне… Мир как воля и представление. Критика Кантовской философии: В 2 т. — М.: Наука, 1993. — Т. 1. — 672 с. — 15 000 экз. — ISBN 5-02-008071-3.
- Шопенгауэр А. О четверояком корне… Мир как воля и представление. Критика Кантовской философии: В 2 т. — М.: Наука, 1993. — Т. 2. — 672 с. — 15 000 экз. — ISBN 5-02-008071-3, 5-02-8194-9.
- Эразм Роттердамский. Философские произведения. — М.: Наука, 1986. — 703 с. — 100 000 экз.

### Хронология и формат изданий
Каждое двухтомное издание в таблице представлено одной строкой. Переиздания 1996—1997 гг. и дополнительный тираж 1999 г. оттенены цветом.
| Год  | Издание                                                                                                   | Формат    |
| ---- | --- | --------- |
| 1978 | Гегель. Политические произведения                                                                         | 84×108/32 |
| 1980 | Кант. Трактаты и письма                                                                                   | 84×108/32 |
| 1984 | Антология кинизма: Фрагменты сочинений кинических мыслителей                                              | 84×108/32 |
| 1985 | Цицерон. Философские трактаты                                                                             | 84×108/32 |
| 1986 | Эразм Роттердамский. Философские произведения                                                             | 84×108/32 |
| 1988 | Вольтер. Философские сочинения                                                                            | 84×108/32 |
| 1989 | Лоренцо Валла. Об истинном и ложном благе. О свободе воли                                                 | 84×108/32 |
| 1989 | Фрагменты ранних греческих философов                                                                      | 70×90/16  |
| 1990 | Боэций. «Утешение Философией» и другие трактаты                                                           | 84×108/32 |
| 1991 | Арно А., Николь П. Логика, или Искусство мыслить                                                          | 84×108/32 |
| 1991 | Чаадаев. Полное собрание сочинений и избранные письма в 2-х томах                                         | 84×108/32 |
| 1993 | Ксенофонт. Воспоминания о Сократе                                                                         | 84×108/32 |
| 1993 | Шопенгауэр. О четверояком корне... Мир как воля и представление. Критика кантовской философии в 2-х томах | 60×90/16  |
| 1994 | Философия в «Энциклопедии» Дидро и Даламбера                                                              | 60×88/16  |
| 1995 | Фейербах. Сочинения в 2-х томах                                                                           | 60×88/16  |
| 1996 | Антология кинизма. Фрагменты сочинений кинических мыслителей. — 2-е изд.                                  | 60×88/16  |
| 1996 | Боэций. «Утешение Философией» и другие трактаты. — 2-е изд.                                               | 60×88/16  |
| 1996 | Вольтер. Философские сочинения. — 2-е изд.                                                                | 60×88/16  |
| 1997 | Цицерон. Философские трактаты. — 2-е изд.                                                                 | 60×90/16  |
| 1997 | Арно А., Николь П. Логика, или Искусство мыслить. — 2-е изд.                                              | 60×90/16  |
| 1997 | Коменский. Сочинения                                                                                      | 60×90/16  |
| 1998 | Кант. Критика чистого разума                                                                              | 70×100/16 |
| 1999 | Кант. Критика чистого разума. — Доп. тираж                                                                | 70×100/16 |
| 2000 | Гегель. Феноменология духа                                                                                | 60×90/16  |
| 2000 | Мандевиль. Басня о пчёлах, или Пороки частных лиц - блага для общества                                    | 60×90/16  |
| 2008 | Грассман Г., Грассман Р. Логика и философия математики                                                    | 60×90/16  |

## Оценка серии

### Достоинства
- Значительная часть опубликованных в серии текстов переведена на русский язык либо впервые, либо заново, либо полностью (по сравнению с прошлыми публикациями). Например, из 47 опубликованных в томике «Трактаты и письма» (1980) текстов из эпистолярного наследия Канта 31 переведены впервые, а книга Лоренцо Валла «Об истинном и ложном благе. О свободе воли» (1989) — вообще первая публикация этого мыслителя на русском языке. Языки, с которых осуществлялись переводы: немецкий, французский, чешский, английский, древнегреческий и латынь.
- Первые два тома серии («Политические произведения» Гегеля и «Трактаты и письма» Канта) по своему формату и по содержанию хорошо дополняли изданные ранее в серии «Философское наследие» многотомные сочинения немецких философов. Более того, составители томов ставили перед собой именно эту цель. Вот что писал А.В. Гулыга во вступительной статье к томику Канта:

Замысел издать настоящий однотомник, который служил бы дополнением к Собранию сочинению в шести томах (М., Мысль, 1963-1966), возник в 1974 г., когда отмечалось 250-летие со дня рождения И. Канта. Составитель получил напутствие В.Ф. Асмуса (1894-1975), заслуги которого в области изучения кантовской философии и популяризации её в нашей стране исключительно велики. <...> Без руководящего участия В.Ф. Асмуса не смогло бы увидеть свет шеститомное Собрание сочинений Канта в том виде, каким мы его теперь имеем. Частица душевной энергии В.Ф. Асмуса и в этом издании.
- Книга И. Канта «Критика чистого разума» (1998; 1999) в серии «Памятники философской мысли» — уникальное в своём роде издание, выгодно отличающее его от других отечественных публикаций знаменитого трактата. Во вступительной статье к нему составитель В.А. Жучков перечисляет две особенности своего издания:

Во-первых, оно наиболее полное, поскольку (в отличие от всех других русскоязычных публикаций этого сочинения Канта) в нём отмечены практически все расхождения между его первым (1781 г.) и вторым (1787 г.) изданиями, а также учтены основные разночтения между всеми другими его прижизненными изданиями... <...> Во-вторых, мы поставили задачу — ознакомить читателя со всеми существующими вариантами перевода «Критики...» на русский язык. За основу мы приняли перевод Николая Онуфриевича Лосского (2-е изд., Пг., 1915)... и стараясь не нарушать последовательности его восприятия читателем, мы снабдили его на полях параллельными вариантами всех других переводов «Критики...» на русский язык: как более ранними и самостоятельными версиями М.И. Владиславлева (СПб., 1867) и Н.М. Соколова (СПб., 1902), так и позднейшими переработками Ц.Г. Арзаканяна и М.И. Иткина (см.: Кант И. Собр. соч.: В 6 т. М., 1964, т. 3; издание воспроизведено с незначительными изменениями в 1994 г.), а также И.С. Андреевой и А.В. Гулыгой (см.: Кант И. Собр. соч.: В 8 т. М., 1994, т. 3). <...> Все варианты разночтений мы снабдили соответствующими фрагментами на языке оригинала, а в наиболее сложных и труднодоступных для однозначного перевода местах мы приводим варианты их перевода на другие европейские (прежде всего - на английский) языки, а также одобренного автором латинского перевода первого издания «Критики...» (1796 г.).
- В издании текста Г.В.Ф. Гегеля «Феноменология духа» (2000) в серии «Памятники философской мысли» впервые на русском языке опубликованы подробные примечания (объёмом более 40 стр.) к этому трактату. Как указано в аннотации:

В их основу положены примечания к этому историко-критическому изданию, осуществленному в издательстве Ф. Майнера в Гамбурге, дополненные и расширенные с учётом новейших материалов по философии Гегеля.
К сказанному следует добавить, что перевод примечаний сделан с немецкого издания 1980 г.

### Недостатки
- Отсутствие единого для всей серии формата книг. Первые тома издавались однотипными (84×108/32), отличия начались с издания «Фрагментов ранних греческих философов» в 1989 году (70×90/16). В итоге сложилось так, что вся серия представлена томами пяти различных форматов. Именно этим объясняется разница в количестве страниц первого и второго изданий некоторых книг серии.
- Отсутствие единого для всех томов расположения пояснительной статьи — в начале книги или в конце. В итоге одна часть томов имеет вступительную статью, другая — послесловие.
- Отсутствие в некоторых томах, например во втором издании «Философских сочинений» Вольтера, полноценной пояснительной статьи. Если в большинстве томов её объём составляет от 30 до 80 страниц, то в указанном издании (1996) — всего лишь три.
- Отсутствие в некоторых томах важного для научных изданий элемента поискового аппарата — именного и предметного указателей. Например, в издании сочинений Вольтера отсутствуют оба указателя, а в книге Боэция «Утешение Философией» в наличии имеется только указатель имён.
- Отсутствие сквозной нумерации томов серии.
- Отсутствие слов «второе издание» на титульных страницах и в выходных данных части переизданных томов.
- В первых томах серии была традиция подкрашивать имя автора и логотип издательства на титульных листах, однако со второй половины 1980-х от этой традиции почему-то отказались.
- У одних томов серии на корешке указана фамилия автора, у других — фамилия и название книги.

## Интересные факты
- Самыми большими тиражами были изданы «Философские трактаты» Цицерона и «Философские произведения» Эразма Роттердамского — по 100 000 экз. Обе книги были опубликованы в 1985—1986 гг., т.е. в последние годы перед началом Перестройки.
- Наименьшим тиражом (если не считать дополнительный тираж «Критики чистого разума») был издан том Цицерона (2-е изд.) — 1200 экз. Книга была опубликована в 1997 г.
- Первые два тома серии были изданы тиражами 27 800 и 25 000 экз., а последние — 1240 и 1260, т.е. почти в 20 раз меньшими.
- Единственным томом серии, изданным в формате 70×90/16, являются «Фрагменты ранних греческих философов» (1989). Ранее в течение 10 лет все тома серии издавались в формате 84×108/32, а в течение следующих 10 лет — 84×108/32, 60×88/16, 60×90/16 и 70×100/16.

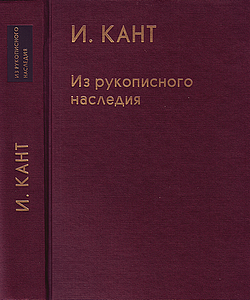
Обложка книги издательства «Прогресс-Традиция» (к разделу «Интересные факты»)

Обложка издания знаменитого трактата в серии «Памятники философской мысли»

- Последовательность фамилий состава редакционной коллегии серии, представленного на контртитуле томов, с годами менялась. Первоначально в качестве критерия имел место иерархический принцип упорядочения фамилий: первым в списке — председатель, затем — все члены редколлегии по алфавиту (включая и зам. председателя), а завершал список учёный секретарь. В томах первой половины 1990-х годов первым в списке значился председатель, вторым — заместитель председателя, затем — оставшиеся члены редколлегии по алфавиту, завершал список — ученый секретарь. В последних томах (1995-2000 гг.) весь состав редколлегии демократически упорядочен строго по алфавиту.
- Все кантовские тексты, опубликованные в томе «Трактаты и письма» (1980), впоследствии вошли в восьмитомное Собрание сочинений И. Канта (1994) под ред. А.В. Гулыги.[6]
- В 2000 году в издательстве «Прогресс-Традиция» вышла в свет книга И. Канта «Из рукописного наследия», внешний вид которой стилизован под издание «Критики чистого разума» из серии «Памятники философской мысли». Имеют место лишь два незначительных отличия — на корешке вместо названия серии напечатано название книги, а на лицевой стороне обложки отсутствует название издательства.[7]
- В 2008 году в продаже появилось расширенное издание «Логико-философского трактата» Л. Витгенштейна[8], на левой стороне лицевой обложки которого указана серия «Памятники философской мысли». Однако ни издательство, ни оформление обложки, ни логотип серии, а также отсутствие на титульных листах слов «Институт философии РАН» и списка редакционной коллегии не позволяют идентифицировать данную книгу в качестве одного из томов рассматриваемой серии.[9]

## Аналогичные издания
Текст в примечаниях, если особо не оговорено, имеет отношение к аналогам.
| Книга серии «Памятники философской мысли»                                       | Аналогичное издание | Примечание                            |
| ------------------------------------------------------------------------------- | --- | ------------------------------------- |
| Антология кинизма: Фрагменты сочинений кинических мыслителей (1984; 1996)       | Антология кинизма. — М.: Терра, 1996. — 432 с. — (Сокровища мировой литературы). — ISBN 5-300-00714-5.                                           | Отсутствуют указатели и библиография. |
| Арно А. Логика, или Искусство мыслить / А. Арно, П. Николь (1991; 1997)         | Арно А. Логика, или Искусство мыслить / А. Арно, П. Николь. — М.: Наука, Литера Нова, 2009. — 512 с. — 1500 экз. — ISBN 978-966-1553-07-0.       |                                       |
| Боэций. «Утешение Философией» и другие трактаты (1990; 1996)                    | Боэций. «Утешение Философией» и другие трактаты. — М.: ЛКИ, 2010. — 416 с. — (Классики науки). — ISBN 978-5-382-01029-8.                         |                                       |
| Ксенофонт. Воспоминания о Сократе (1993)                                        | Ксенофонт. Сократические сочинения. — М.: Мир книги, Литература, 2007. — 368 с. — (Великие мыслители). — 16 500 экз. — ISBN 978-5-486-00994-5.   |                                       |
| Мандевиль Б. Басня о пчёлах, или Пороки частных лиц — блага для общества (2000) | Мандевиль Б. Басня о пчёлах. — М.: Мысль, 1974. — 376 с. — (Философское наследие). — 45 000 экз.                                                 |                                       |
| Фейербах Л. Сочинения в 2-х томах (1995)                                        | Фейербах Л. Избранные философские произведения: В 2 т. — М.: Государственное издательство политической литературы, 1955. — 1620 с. — 50 000 экз. |                                       |